# Мефвэй
Мефвэй — антагонист серотониновых рецепторов подтипа 5-HT1A, используемый в медицинских исследованиях, обычно в форме меченого радиоактивным фтором 18F радиолиганда для ПЭТ.

## Химия
Мефвей  является родственным соединению с рабочим названием  WAY-100,635 и отличается от нег наличие фторметильной группы. Существует две изомера, отличающихся между собой расположением заместителей  относительно циклогексанового кольца, из которых транс-конформация имеет более высокую специфичность к 5-HT1A.

## ПЭТ-исследования на животных
Сканирование мозга крыс после введения  мефвея показали, что вещество связывается с известными регионами рецепторов 5-HT1A . Эксперименты на животных по моделированию болезней Паркинсона и острой физической нагрузки показали значительное снижение связывающей способности препарата в гиппокампе .

## ПЭТ-исследования на человеке
Мефвей (18F) является высокоселективным для рецепторов серотонина 5-HT1A человека и, следовательно, может быть использован для определения распределения этих рецепторов в различных областях мозга при изучении различных нарушений центральной нервной системы .